# Fondation Carter
Pour les articles homonymes, voir Carter.
La Fondation Carter (Carter Center) est une fondation créée en 1982 par le président des États-Unis et prix Nobel de la paix Jimmy Carter, dont le but proclamé est la résolution pacifique des conflits, l'observation des élections, la défense et l'avancée des Droits de l'homme, la protection de l'environnement, l'aide au développement, ainsi que la réduction des souffrances humaines.

## Historique
La fondation participa notamment à la surveillance du référendum révocatoire de Hugo Chávez du 15 août 2004 au Venezuela qui résulte sur 59,25 % des votes contre la destitution, et qu'elle juge juste et ouverte,. En 2015, la fondation ferme ses bureaux au Venezuela, en raison d'un besoin de répartir ses ressources dans d'autres régions du monde et de la défiance à son égard de la part de l'opposition vénézuélienne.

### Observation des élections
La Fondation a participé à l'observation des élections constituantes tunisiennes de 2011. La mission a été dirigée par l’ancien président de la république de Maurice, Cassam Uteem et le président et PDG du Centre Carter John Hardman. Ils étaient accompagnés par l’ancienne Première Dame Rosalynn Carter. Elle a participé également comme observatrice à d'autres élections, notamment aux élections législatives égyptiennes de 2011-2012 et aux élections présidentielles égyptiennes de 2012, avec pour cette dernière élection, parmi ses observateurs, la militante tunisienne Aya Chebbi.